# بعثة روس
كانت بعثة روس رحلة استكشافية علمية للقارة القطبية الجنوبية في الفترة من 1839 إلى 1843، بقيادة جيمس كلارك روس، مع سفينتين حربيتين قويتين بشكل غير عادي، إتش إم إس إريباص وإتش إم إس تيرور. استكشفت البعثة ما يسمى الآن ببحر روس واكتشفت حاجز روس الجليدي. كما اكتشفت البعثة سلسلة الجبال العابرة للقارة القطبية الجنوبية وبراكين جبل إريباص وجبل تيرور، اللذين سُميا على اسم سُفن البعثة. صنع عالم النبات الشاب جوزيف دالتون هوكر اسمه في الرحلة الاستكشافية.
أكدت البعثة وجود القارة القطبية الجنوبية، واستنتجت موقع القطب المغناطيسي الجنوبي، وقدمت ملاحظات جوهرية عن علم الحيوان وعلم النبات في المنطقة، مما أدى إلى دراسة عن الحيوان وسلسلة من أربع دراسات تفصيلية كتبها هوكر عن القارة القطبية الجنوبية. نُشرت الدراسات عن علم النبات، الذي يُطلق عليه مجتمعًا فلورا أنتاركتيكا "نباتات القارة القطب الجنوبي"، في أجزاء بين عامي 1843 و1859. ومن بين الاكتشافات الأحيائية للبعثة كان فقمة روس، وهو نوع محصور في جليد القارة القطبية الجنوبية. كانت الرحلة الاستكشافية أيضًا آخر رحلة استكشاف كبرى تم إجراؤها بالكامل تحت الأشرعة.

## البعثة

### الخلفية
في عام 1838، اقترحت الجمعية البريطانية لتقدم العلوم (BA) بعثة استكشافية لإجراء قياسات مغناطيسية في القطب الجنوبي. أُختير السير جيمس كلارك روس لقيادة البعثة بعد خبرته السابقة في العمل في المسح المغناطيسي البريطاني منذ عام 1834 فصاعدًا، حيث عمل مع فيزيائيين وجيولوجيين بارزين مثل همفري لويد، والسير إدوارد سابين، وجون فيليبس، وروبرت وير فوكس. قام روس بالعديد من الرحلات الاستكشافية السابقة إلى القطب الشمالي، بما في ذلك خبرته بوصفه ربان.

### الناس
روس، ربان البحرية الملكية، كان يقود سفينة إتش إم إس إريباص. السفينة الشقيقة، إتش إم إس تيرور، كان يقودها صديق روس المقرب، الربان فرانسيس كروزير.
كان عالم النبات جوزيف دالتون هوكر، الذي كان يبلغ من العمر 23 عامًا وأصغر شخص في البعثة، وكان معاون جراح لروبرت ماكورميك، وكان مسؤولاً عن جمع العينات الحيوانية والجيولوجية. أصبح هوكر فيما بعد أحد أعظم علماء النبات في إنجلترا. كان صديقًا مقربًا لتشارلز داروين وأصبح مديرًا للحدائق النباتية الملكية في كيو لمدة عشرين عامًا. كان ماكورميك هو جراح السفينة في البعثة الثانية للسفينة إتش إم إس بيغل تحت قيادة الربان روبرت فيتزروي، جنبًا إلى جنب مع داروين بوصفه عالم طبيعة نبيل.
كان القائد الثاني في تيرور هو جون إي ديفيس الذي كان مسؤولاً عن الكثير من عمليات المسح وإنتاج الرسوم البيانية، فضلاً عن إنتاج العديد من الرسوم التوضيحية للبعثة. لقد كان على متن سفينة بيغل لمسح سواحل بوليفيا وبيرو وتشيلي. كان توماس أبرنيثي، أحد المحاربين القدامى الآخرين في القطب الشمالي، وهو صديق آخر لروس، الذي انضم إلى البعثة الجديدة بصفته مدفعيًا.

### السفن

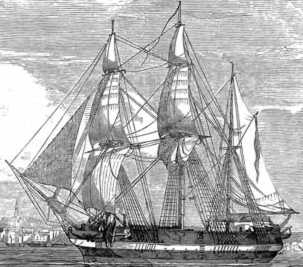
One of the expedition's ships, either HMS Erebus or, from the أخبار لندن المصورة, 1845

كانت السفينتان إتش إم إس إربياص وإتش إم إس تيرور، اللتان تخدمان بعثة روس، سفينتين حربيتين قويتين بشكل غير عادي. كانت كلتاهما عبارة عن سفينتين قنابل، تم تسميتهما ومجهزتين لإطلاق قنابل هاون ثقيلة بزاوية عالية على الدفاعات، وبالتالي بُنيتا بشكل ثقيل لتحمل الارتداد الكبير لهذه الأسلحة التي يبلغ وزنها ثلاثة أطنان. إن بنائها الصلب يناسبها بشكل مثالي للاستخدام في الجليد البحري الخطير الذي قد يسحق السفن الأخرى. كانت السفينة إريباص التي يبلغ وزنها 372 طنًا مسلحة بقذيفتي هاون - واحدة 13 بوصة (330 ملم) وواحدة 10 بوصات (250 ملم) - وعشرة بنادق.

### الإبحار

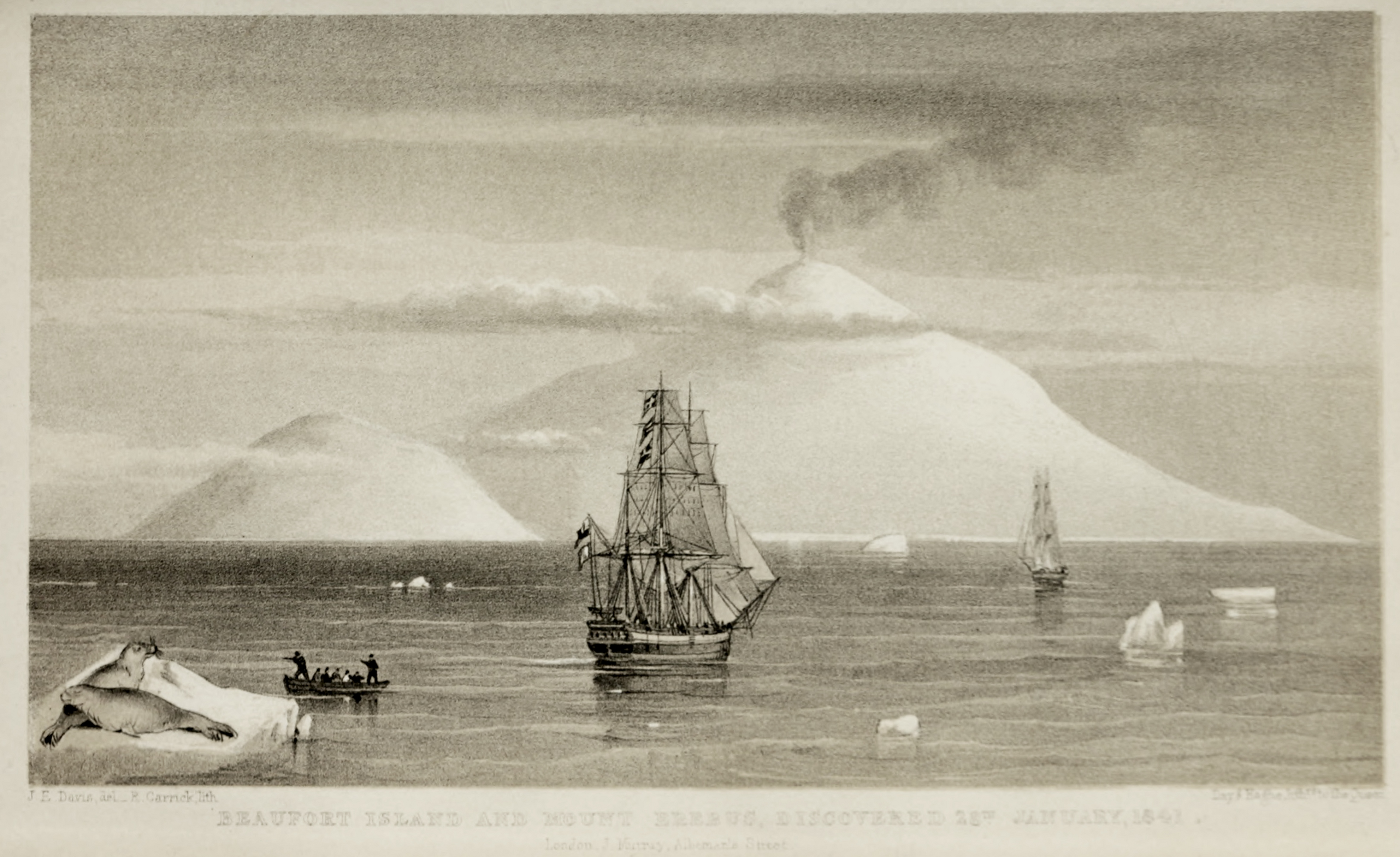
Painting of the expedition in front of Beaufort Island (left) and جبل إريباص, by Terrors second master,, who produced numerous charts and illustrations of the voyage

Map of Ross' 1839-43 Antarctic expedition

في سبتمبر 1839، غادرتا إريباص وتيرور تشاتام في كينت، ووصلا إلى تسمانيا (المعروفة آنذاك باسم أرض فان ديمن) في أغسطس 1840. وفي 21 نوفمبر 1840 غادرا إلى القارة القطبية الجنوبية. في يناير 1841، هبطت السفن على أرض فيكتوريا وشرعوا في تسمية المناطق ذات المناظر الطبيعية بأسماء السياسيين والعلماء والمعارف البريطانيين. سُمي جبل إريباص، في جزيرة روس، على اسم إحدى السفن وجبل تيرور على اسم السفينة الثانية. سُمي خليج ماكموردو (المعروف الآن باسم ماكموردو ساوند) على اسم أرشيبالد ماكموردو، ملازم أول في قوات السفينة تيرور.
عندما وصلوا إلى خط العرض 76 درجة جنوبًا في 28 يناير 1841، استطلع المستكشفون

...خط أبيض منخفض يمتد من أقصى نقطة شرقية على مد البصر... كان له مظهر غير عادي، يزداد ارتفاعه تدريجياً كلما اقتربنا منه، ويثبت مطولا أنه جرف متعامد. من الجليد، يتراوح ارتفاعه بين مائة وخمسين ومائتي قدم فوق مستوى سطح البحر، وهو مسطح تمامًا ومستوي عند القمة، وبدون أي شقوق أو نتوءات على وجهه المواجه للبحر.
أطلق روس على هذا اسم "الحاجز الجليدي العظيم"، المعروف الآن باسم حاجز روس الجليدي، والذي لم يتمكنوا من اختراقه، على الرغم من أنهم اتبعوه شرقًا حتى أواخر موسم الصيف الذي أجبرهم على العودة إلى تسمانيا. في الصيف التالي، 1841-1842، واصل روس متابعة الحاجز الجليدي شرقًا. بقيت السفينتان في بورت لويس في جزر فوكلاند في فصل الشتاء، وعادتا في سبتمبر 1842 لاستكشاف شبه الجزيرة القطبية الجنوبية، حيث أجريا دراسات في المغناطيسية، وجمعا بيانات أوقيانوغرافية ومجموعات من العينات النباتية والطيور.
وصلت البعثة مرة أخرى إلى إنجلترا في 4 سبتمبر 1843، بعد أن أكدت وجود القارة الجنوبية ورسمت جزءًا كبيرًا من خطها الساحلي. وكانت هذه آخر بعثة استكشاف كبرى أُجريت بالكامل بواسطة الإبحار الشراعي. جُهزت كل من إريباص وتيرور لاحقًا بمحركات بخارية واسُتخدمتاه في حملة فرانكلين المفقودة في 1845-1848، والتي ستُفقد فيها السفينتان (وجميع أفراد الطاقم) في النهاية؛ عُثر الآن على حطام السفينتان.

## الاكتشافات

### الجغرافية
اكتشف روس حاجز روس الجليدي "الضخم"، ولاحظ بشكل صحيح أنه كان مصدر الجبال الجليدية المسطحة التي شوهدت في المحيط الجنوبي، وساعد في تأسيس علم الجليد. وتعرف على سلسلة الجبال العابرة للقارة القطبية الجنوبية وبراكين إريباص وتيرور، التي سميت على اسم سُفن البعثة.

### المغناطيسية
كان الهدف الرئيسي لبعثة روس هو العثور على موقع القطب الجنوبي المغناطيسي، من خلال إجراء ملاحظات على مغناطيسية الأرض في نصف الكرة الجنوبي. ولم يصل روس إلى القطب المغناطيسي، لكنه استدل على موقعه. أعدت البعثة أول مخططات "نهائية" للانحراف المغناطيسي والانحدار المغناطيسي والكثافة المغناطيسية، بدلاً من المخططات الأقل دقة التي أعدتها البعثات السابقة لتشارلز ويلكيس ودومونت دورفيل.
.

### علم الحيوان

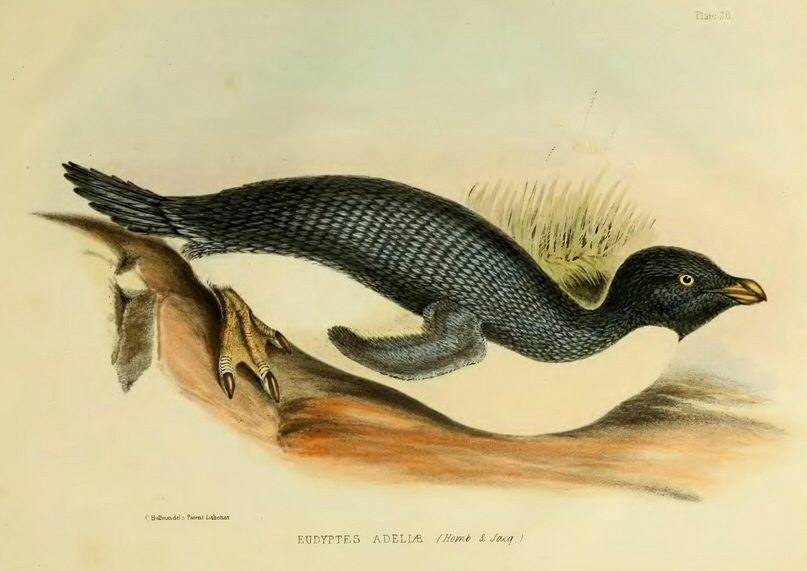
Adélie penguin, from the Ross Expedition to the Antarctic of 1839–1843. The Zoology of the Voyage of HMS Erebus and Terror Vol 1, 1875. Drawn by C. Hillman

وتضمنت الاكتشافات الحيوانية للبعثة مجموعة من الطيور. تم وصفت وفُسرت بواسطة جورج روبرت غراي وريتشارد بودلر شارب في علم الحيوان في بعثة إتش إم إس إريباص وإتش إم إس تيرور.
كانت البعثة هي الأولى التي وصفت فقمة روس، التي عُثر عليها في جليد غطائي، حيث يقتصر وجوده على هذا النطاق.

### علم النبات
وثقت الاكتشافات النباتية للبعثة في كتاب جوزيف دالتون هوكر المكون من أربعة أجزاء بعنوان "فلورا أنتاركتيكا" (1843-1859). يتكون الكتاب من ستة مجلدات (الجزءان الثالث والرابع كل منهما في مجلدين)، ويغطي نحو 3000 نوع، ويحتوي على 530 لوحة تمثل جميع الأنواع الموصوفة البالغ عددها 1095. لقد كان طوال الوقت "بشكل رائع" يرسمها والتر هود فيتش.
الأجزاء كانت:
- الجزء الأول علم النبات لمجموعة اللورد أوكلاند وجزيرة كامبل (1844-1845)
- الجزء الثاني علم النبات في فويجيا، وجزر فوكلاند، وأرض كيرغولين، وما إلى ذلك (1845-1847)
- الجزء الثالث فلورا نوفا زيلانديا (1851-1853) (مجلدان)
- الجزء الرابع فلورا تسمانيا (1853-1859) (مجلدان)

أعطى هوكر لتشارلز داروين نسخة من الجزء الأول من كتاب فلورا؛ شكره داروين، في نوفمبر 1845 اتفق على أن التوزيع الجغرافي للكائنات الحية سيكون "المفتاح الذي سيكشف لغز الأنواع".

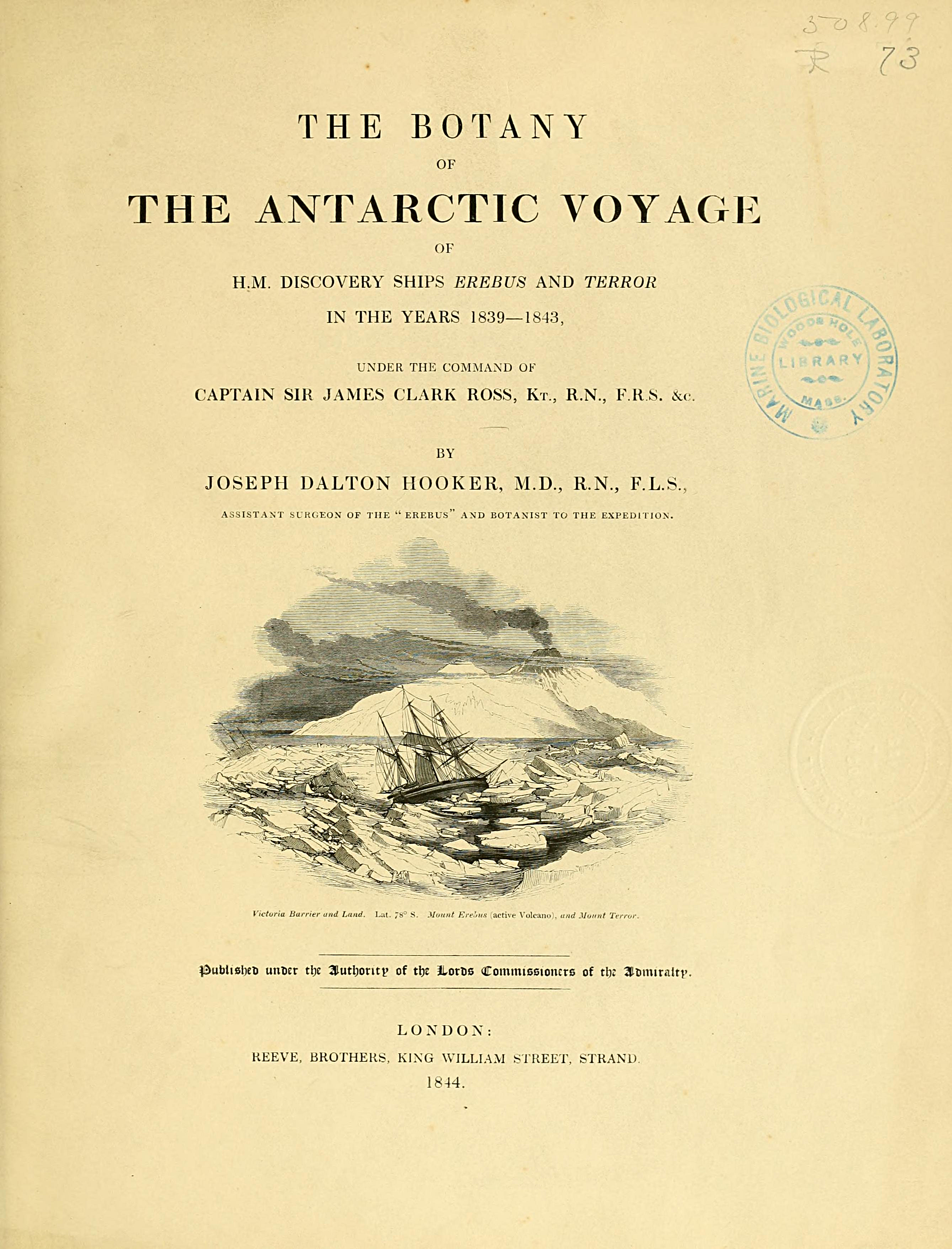
Title page of Flora Antarctica, 1844–1846
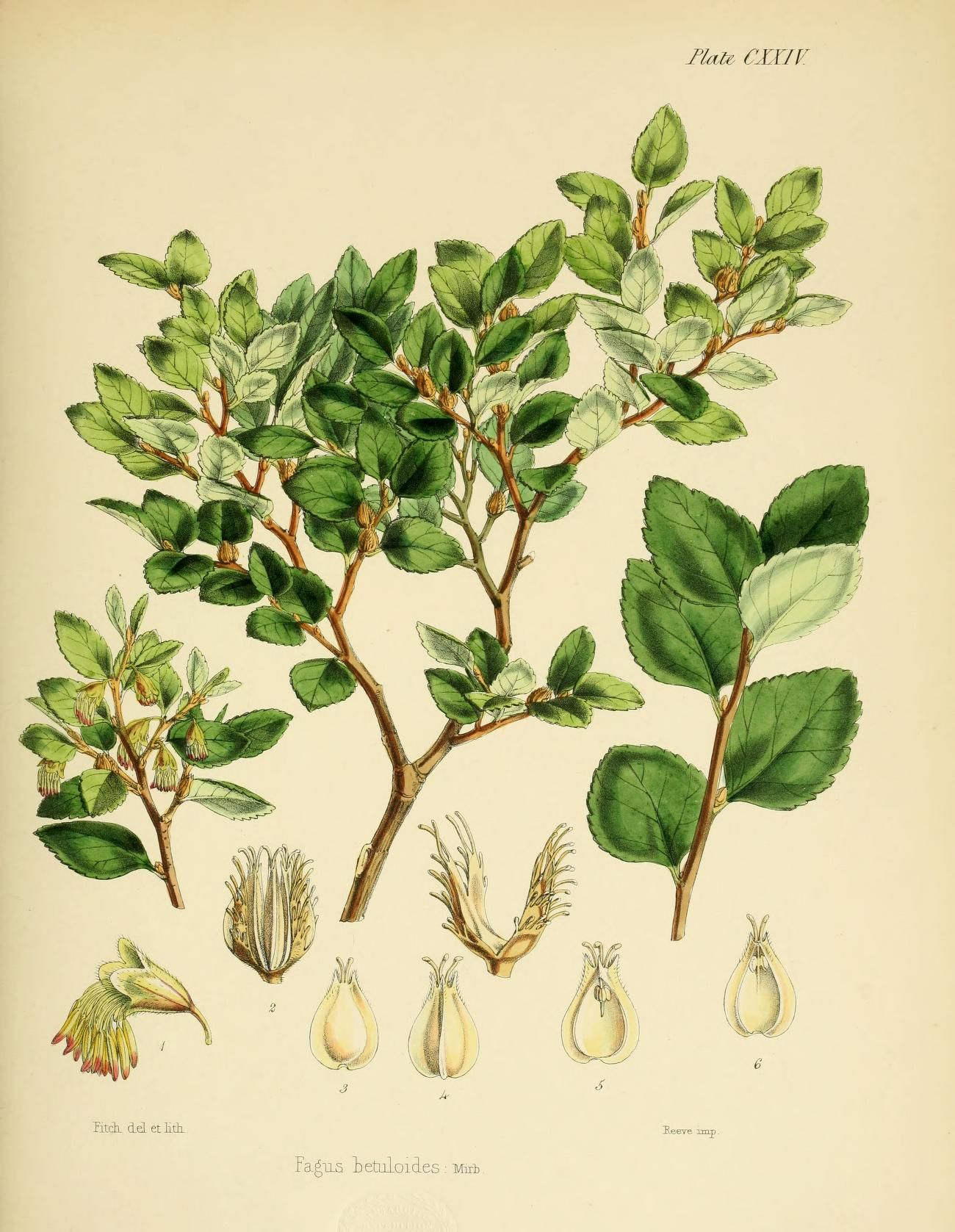
Fagus betuloides  [لغات أخرى]‏ (Flora Antarctica, Plate CXXIV)
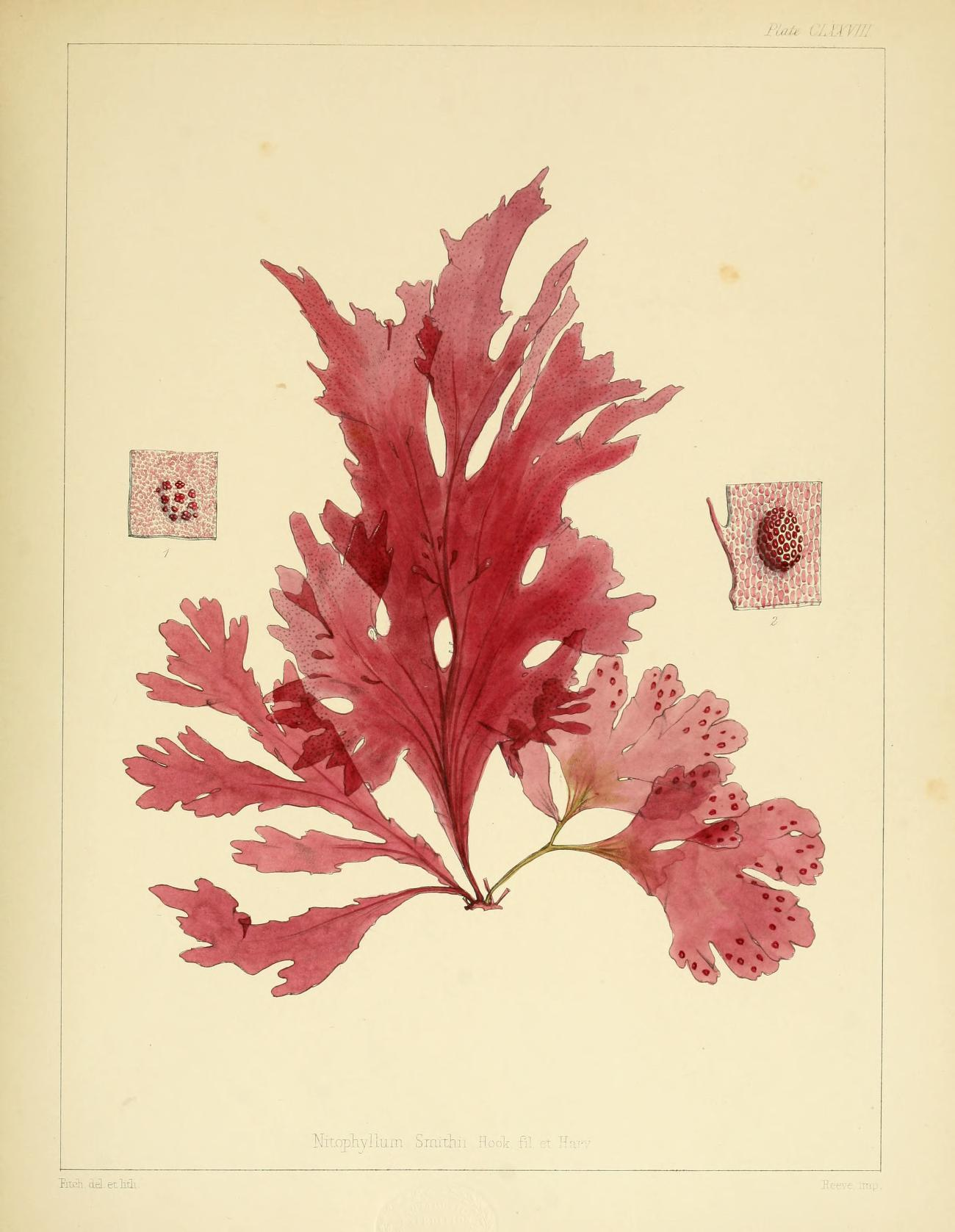
The طحالب حمراء Nitophyllum smithi

## التأثير
في عام 1912، كتب المستكشف النرويجي رولد أموندسن عن بعثة روس قائلاً: "قلة من الناس في يومنا هذا قادرون على تقدير هذا العمل البطولي بحق، وهذا دليل رائع على الشجاعة والطاقة البشرية. مع مركبتين ثقيلتين - "أحواض" عادية وفقًا لـ أفكارنا - هؤلاء الرجال أبحروا مباشرة إلى قلب الرَّصيص [الجليديّ]، والذي اعتبره جميع المستكشفين السابقين موتًا محققًا... كان هؤلاء الرجال أبطالًا - أبطال بكل معنى الكلمة."
لا تزال نباتات هوكر في أنتاركتيكا مهمة؛ في عام 2013، وصفها دبليو إتش والتون في كتابه أنتاركتيكا: العلوم العالمية من القارة المتجمدة بأنها "مرجع رئيسي إلى يومنا هذا"، بما في ذلك "جميع النباتات التي وجدها في كل من القارة القطبية الجنوبية وفي الجزر شبه القطبية الجنوبية"، والتي نجت بشكل أفضل من عمليات السبر التي أجراها روس في أعماق البحار والتي أُجريت باستخدام "معدات غير كافية".